# Vicia pyrenaica
Vicia pyrenaica  là một loài thuộc Chi Đậu răng ngựa (Vicia). nó là loài cây cảnh và nở hoa vào mùa hè.